# مايك كوغلان
مايك كوغلان (بالإنجليزية: Mike Coughlan)‏ هو مهندس بريطاني، ولد في 17 فبراير 1959 في المملكة المتحدة.